# Mistrzostwa Świata w Piłce Nożnej Plażowej 2009
XV Mistrzostwa Świata w Piłce Nożnej Plażowej – turniej piłki nożnej plażowej, który odbył się w dniach 16–22 listopada 2009 w Dubaju na Jumeirah beach w Zjednoczonych Emiratach Arabskich pod patronatem FIFA i Beach Soccer Worldwide, w którym wyłoniony został mistrz świata w plażowej piłce nożnej.

## Uczestnicy mistrzostw
| Drużyna                      | Strefa kwalifikacyjna | Liczba występów do tej pory | Najlepszy wynik                                                                      | Ostatni występ |
| ---------------------------- | --------------------- | --------------------------- | ------------------------------------------------------------------------------------ | -------------- |
| Zjednoczone Emiraty Arabskie | Azja                  | 2                           | Faza grupowa (2007, 2008)                                                            | 2008           |
| Bahrajn                      | Azja                  | 1                           | Ćwierćfinał (2006)                                                                   | 2006           |
| Japonia                      | Azja                  | 7                           | IV miejsce (2000, 2006)                                                              | 2008           |
| Nigeria                      | Afryka                | 2                           | Ćwierćfinał (2007)                                                                   | 2007           |
| Wybrzeże Kości Słoniowej     | Afryka                | debiutant                   | debiutant                                                                            | debiutant      |
| Kostaryka                    | Ameryka Północna      | debiutant                   | debiutant                                                                            | debiutant      |
| Salwador                     | Ameryka Północna      | 1                           | Faza grupowa (2008)                                                                  | 2008           |
| Argentyna                    | Ameryka Południowa    | 12                          | III miejsce (2001)                                                                   | 2008           |
| Brazylia                     | Ameryka Południowa    | 14                          | Mistrzostwo (1995, 1996, 1997, 1998, 1999, 2000, 2002, 2003, 2004, 2006, 2007, 2008) | 2008           |
| Urugwaj                      | Ameryka Południowa    | 14                          | II miejsce (1996, 1997, 2006)                                                        | 2008           |
| Wyspy Salomona               | Oceania               | 3                           | Faza grupowa (2006, 2007, 2008)                                                      | 2008           |
| Hiszpania                    | Europa                | 11                          | II miejsce (2003, 2004)                                                              | 2008           |
| Portugalia                   | Europa                | 12                          | Mistrzostwo (2001)                                                                   | 2008           |
| Rosja                        | Europa                | 3                           | Ćwierćfinał (2008)                                                                   | 2008           |
| Szwajcaria                   | Europa                | 1                           | Ćwierćfinał (2004)                                                                   | 2004           |
| Włochy                       | Europa                | 13                          | II miejsce (2008)                                                                    | 2008           |

## Faza grupowa
Cztery grupy po cztery zespoły, każdy z każdym, jeden mecz. Dwa najlepsze zespoły awansują do ćwierćfinałów.
Legenda do tabeli:
- Miejsce – miejsce
- Mecze – liczba meczów
- Zwyc. – zwycięstwa
- Zw.pd. – zwycięstwa po dogrywce lub karnych
- Por. – porażki
- Bramki – różnica bramek
- Pkt – punkty

Czas:
Godzina rozegrania meczu przeliczona jest na czas Polski.

### Grupa A
| Miejsce | Drużyna                      | Mecze | Punkty | Zwyc. | Zw.pd. | Por. | Bramki |
| ------- | ---------------------------- | ----- | ------ | ----- | ------ | ---- | ------ |
| 1       | Urugwaj                      | 3     | 6      | 2     | 0      | 1    | 12-8   |
| 2       | Portugalia                   | 3     | 6      | 2     | 0      | 1    | 14-8   |
| 3       | Zjednoczone Emiraty Arabskie | 3     | 3      | 1     | 0      | 2    | 12-12  |
| 4       | Wyspy Salomona               | 3     | 3      | 1     | 0      | 2    | 9-19   |

| 16 listopada 2009 10:30 | Urugwaj · Ricar 2'43" (k.) 31'06" · Martin 9'30" 28'13" · Pampero 28'52" · Fabian 30'39" | 6:7(2:4, 0:3, 4:0) | Wyspy Salomona · Robert Laua 5'25" 14'23" 14'46" · Gibson Hosea 7'54" · Muri Makaa 8'25" · Timothy Wale 10'29" · Omo 21'30" | Jumeirah beach, Dubaj Widzów: 150 Sędzia: Fabio Polito |
|                         |                                                                                          |                    | |                                                        |

| 16 listopada 2009 16:30 | Zjednoczone Emiraty Arabskie · Rami AL Mesaabi 0'56" · Qambar Sadeqi 5'35" · Bakhit Alabadla 7'55" · Karim Albalooshi 24'21" (k.) · Ibrahim Albalooshi 27'44" | 5:7(3:0, 0:2, 2:5) | Portugalia · Ze Maria 19'21" · Belchior 23'42" (k.) · Madjer 26'20" 30'27" 32'29" · Alan 26'51" · Bilro 27'49" | Jumeirah beach, Dubaj Widzów: 5000 Sędzia: Serdar Akcer |
|                         | |                    | |                                                         |

| 17 listopada 2009 12:00 | Portugalia · Belchior 17'16" | 1:2(0:1, 1:0, 0:1) | Urugwaj · Coco 6'26" 34'38" | Jumeirah beach, Dubaj Widzów: 900 Sędzia: Tasuku Onodera |
|                         |                              |                    |                             |                                                          |

| 17 listopada 2009 16:30 | Wyspy Salomona · Fred Hale 0'39" | 1:7(1:2, 0:3, 0:2) | Zjednoczone Emiraty Arabskie · Karim Albalooshi 0'11" 5'04" · Ibrahim Albalooshi 12'12" · Bakhit Alabadla 21'48" · Rami Al Mesaabi 23'56" · Qambar Sadeqi 29'29" · Adel Ranjbar 30'58" | Jumeirah beach, Dubaj Widzów: 4000 Sędzia: Sylvain Palhies |
|                         |                                  |                    | |                                                            |

| 18 listopada 2009 13:30 | Portugalia · Madjer 0'02" 5'29" · Ze Maria 9'47" · Belchior 28'18" 31'56" · Bruno Novo 35'12" | 6:1(3:1, 0:0, 3:0) | Wyspy Salomona · Gibson Hosea 11'48" | Jumeirah beach, Dubaj Widzów: 2000 Sędzia: Afgan Hamzayev |
|                         |                                                                                               |                    |                                      |                                                           |

| 18 listopada 2009 16:30 | Zjednoczone Emiraty Arabskie | 0:4(0:2, 0:0, 0:2) | Urugwaj · Ricar 1'13" 33'16" · Pampero 9'38" · Martin 27'12" | Jumeirah beach, Dubaj Widzów: 6000 Sędzia: Alexander Berezkin |
|                         |                              |                    |                                                              |                                                               |

### Grupa B
| Miejsce | Drużyna                  | Mecze | Punkty | Zwyc. | Zw.pd. | Por. | Bramki |
| ------- | ------------------------ | ----- | ------ | ----- | ------ | ---- | ------ |
| 1       | Japonia                  | 3     | 8      | 2     | 1      | 0    | 15-9   |
| 2       | Hiszpania                | 3     | 6      | 2     | 0      | 1    | 21-11  |
| 3       | Wybrzeże Kości Słoniowej | 3     | 3      | 1     | 0      | 2    | 12-18  |
| 4       | Salwador                 | 3     | 0      | 0     | 0      | 3    | 11-21  |

| 16 listopada 2009 12:00 | Wybrzeże Kości Słoniowej · Ehounou 0'08" 20'39" 25'17" 25'53" 35'00" · Kouassitchi Daniel 11'12" · Frederic Aka 22'19" | 7:6(2:5, 2:0, 3:1) | Salwador · Tomas Hernandez 6'04" 28'41" · Agustin Ruiz 6'30" (k.) · Walter Torres 7'08" · Frank Velasquez 10'15" 10'29" | Jumeirah beach, Dubaj Widzów: 100 Sędzia: Istvan Meszaros |
|                         | |                    | |                                                           |

| 16 listopada 2009 15:00 | Hiszpania · Hirofumi Oda 16'14" (sam.) · Juanma 17'43" · Javier Torres 21'16" · Nico 23'25" · Wayo 38'14" | 5:5 (dogr.) k. 2:3(1:0, 3:3, 0:1, 1:1)          | Japonia · Masahito Toma 13'43" · Teruki Tabata 14'06" 25'50" · Rikarudo Higa 15'58" · Hirofumi Oda 37'07" | Jumeirah beach, Dubaj Widzów: 3500 Sędzia: Javier Bentancor |
|                         | |                                                 | |                                                             |
|                         | | Rzuty karne                                     | |                                                             |
| Nico · Juanma · Kuman   | | Shusei Yamauchi · Shinji Makino · Rikarudo Higa | |                                                             |

| 17 listopada 2009 10:30 | Japonia · Shinji Makino 10'02" · Masahito Toma 25'49" · Teruki Tabata 31'33" | 3:2(1:1, 0:1, 2:0) | Wybrzeże Kości Słoniowej · Frederic Aka 9'58" · Bassiriki Ouattara 16'17" | Jumeirah beach, Dubaj Widzów: 200 Sędzia: Sergejus Slyva |
|                         |                                                                              |                    |                                                                           |                                                          |

| 17 listopada 2009 13:30 | Salwador · Agustin Ruiz 6'44" 13'43" · Israel Garay 21'37" | 3:7(1:1, 2:3, 0:3) | Hiszpania · Amarelle 6'46" · Javier Torres 13'48" 30'42" · Nico 14'45" · Cristian Torres 21'41" · Wayo 25'25" · Javi Millos 33'26" | Jumeirah beach, Dubaj Widzów: 1500 Sędzia: Juan Rodriguez |
|                         |                                                            |                    | |                                                           |

| 18 listopada 2009 10:30 | Hiszpania · Wayo 2'51" · Amarelle 10'14" 13'44" · Kuman 16'31" · Juanma 16'47" 27'38" · Cristian Torres 18'39" · Hamed Coulibaly 24'05" (sam.) · Nico 27'07" | 9:6(2:3, 4:1, 3:2) | Wybrzeże Kości Słoniowej · Didier Kabletchi 3'40" 24'60" · Lacine Diomande 9'19" · Ludovic Ehounou 9'42" 16'41" 35'49" | Jumeirah beach, Dubaj Widzów: 600 Sędzia: Rene De La Rosa |
|                         | |                    | |                                                           |

| 18 listopada 2009 12:00 | Japonia · Takeshi Kawaharazuka 3'46" · Masahito Toma 5'19" · Masakiyo Maezono 6'04" 12'27" · Shinji Makino 7'51" · Hirofumi Oda 21'03" (k.) · Teruki Tabata 26'56" | 7:2(4:0, 2:1, 1:1) | Salwador · Tomas Hernandez 21'35" · Walter Torres 35'55" | Jumeirah beach, Dubaj Widzów: 350 Sędzia: Abbas Alshammari |
|                         | |                    |                                                          |                                                            |

### Grupa C
| Miejsce | Drużyna   | Mecze | Punkty | Zwyc. | Zw.pd. | Por. | Bramki |
| ------- | --------- | ----- | ------ | ----- | ------ | ---- | ------ |
| 1       | Rosja     | 3     | 6      | 2     | 0      | 1    | 11-5   |
| 2       | Włochy    | 3     | 5      | 1     | 1      | 1    | 7-6    |
| 3       | Argentyna | 3     | 5      | 1     | 1      | 1    | 11-6   |
| 4       | Kostaryka | 3     | 0      | 0     | 0      | 3    | 2-14   |

| 16 listopada 2009 12:00 | Argentyna · Santiago Hilaire 14'13" · Ezequiel Hilaire 19'46" | 2:3 (dogr.)(0:0, 2:1, 0:1, 0:1) | Włochy · Paolo Palmacci 18'29" · Roberto Pasquali 24'37" · Pasquale Cartoenuto 36'28" | Jumeirah beach, Dubaj Widzów: 2500 Sędzia: Faisal Sallam |
|                         |                                                               |                                 |                                                                                       |                                                          |

| 16 listopada 2009 13:30 | Rosja · Yury Krasheninnikov 5'15" (k.) · Anton Shkarin 9'06" · Ilya Leonov 12'47" · Dmitry Shishin 16'39" · Rustam Shakhmelyan 17'55" | 5:1(2:0, 3:0, 0:1) | Kostaryka · Delbert Cameron 28'23" (k.) | Jumeirah beach, Dubaj Widzów: 2500 Sędzia: Rene De La Rosa |
|                         | |                    |                                         |                                                            |

| 17 listopada 2009 10:30 | Kostaryka | 0:6(0:0, 0:3, 0:3) | Argentyna · Federico Hilaire 13'29" 27'55" · Ezequiel Hilaire 14'34" · Agustin Dallera 18'21" 35'01" · Facundo Minici 29'43" | Jumeirah beach, Dubaj Widzów: 550 Sędzia: Abbas Alshammari |
|                         |           |                    | |                                                            |

| 17 listopada 2009 15:00 | Włochy · Paolo Palmacci 1'17" | 1:3(1:0, 0:0, 0:3) | Rosja · Ilya Leonov 24'37" · Anton Shkarin 27'09" · Yury Krasheninnikov 27'29" | Jumeirah beach, Dubaj Widzów: 3000 Sędzia: Ruben Eriz |
|                         |                               |                    |                                                                                |                                                       |

| 18 listopada 2009 10:30 | Kostaryka · Richard Sterling 8'41" | 1:3(1:2, 0:0, 0:1) | Włochy · Simone Feudi 7'28" · Pasquale Carotenuto 9'52" (k.) · Paolo Palmacci 34'29" | Jumeirah beach, Dubaj Widzów: 200 Sędzia: Istvan Meszaros |
|                         |                                    |                    |                                                                                      |                                                           |

| 18 listopada 2009 12:00                                       | Rosja · Egor Shaykov 2'20" 12'03" · Rustam Shakhmelyan 4'15" | 3:3 (dogr.) k. 3:4(2:1, 1:0, 0:2, 0:0)                               | Argentyna · Luciano Franceschini 2'59" · Federico Hilaire 25'36" 35'30" | Jumeirah beach, Dubaj Widzów: 2500 Sędzia: Serdar Akcer |
|                                                               |                                                              |                                                                      |                                                                         |                                                         |
|                                                               |                                                              | Rzuty karne                                                          |                                                                         |                                                         |
| Ilya Leonov · Dmitry Shishin · Anton Shkarin · Alexey Makarov |                                                              | Ezequiel Hilaire · Cesar Leguizamon · Matias Galvan · Facundo Minici |                                                                         |                                                         |

### Grupa D
| Miejsce | Drużyna    | Mecze | Punkty | Zwyc. | Zw.pd. | Por. | Bramki |
| ------- | ---------- | ----- | ------ | ----- | ------ | ---- | ------ |
| 1       | Brazylia   | 3     | 9      | 3     | 0      | 0    | 23-8   |
| 2       | Szwajcaria | 3     | 6      | 2     | 0      | 1    | 15-11  |
| 3       | Nigeria    | 3     | 3      | 1     | 0      | 2    | 16-21  |
| 4       | Bahrajn    | 3     | 0      | 0     | 0      | 3    | 9-23   |

| 16 listopada 2009 10:30 | Szwajcaria · Dejan Stankovic 6'21" 31'26" (k.) · Angelo Schirinzi 10'09" · Spacca 11'23" 34'46" · Mo Jaeggy 33'39" | 6:5(3:1, 0:2, 3:2) | Bahrajn · Rashed Salem 1'49" (k.) 15'40" 33'57" · Ebrahim Abdulla 16'08" · Ayoob Mubarak 26'29" | Jumeirah beach, Dubaj Widzów: 2000 Sędzia: Erick Chavarria |
|                         | |                    |                                                                                                 |                                                            |

| 16 listopada 2009 18:00 | Brazylia · Sidney 0'53" 22'48" · Bueno 1'37" · Benjamin 6'30" · Andre 8'07" · Daniel 11'37" 25'30" · Bruno 14'34" 25'08" 26'33" · Betinho 27'29" | 11:5(5:2, 2:0, 4:3) | Nigeria · Isiaka Olawale 0'47" 29'49" · Victor Tale 4'25" 29'11" · Bartholomew Ibenegbu 34'21" | Jumeirah beach, Dubaj Widzów: 2500 Sędzia: Petro Ivanov |
|                         | |                     |                                                                                                |                                                         |

| 17 listopada 2009 12:00 | Nigeria · Isiaka Olawale 13'07" · Azeez Abu 16'09" | 2:7(0:5, 2:2, 0:0) | Szwajcaria · Spacca 0'03" · Dejan Stankovic 0'46" 6'23" 13'49" 15'56" · Mo Jaeggy 2'49" 6'37" | Jumeirah beach, Dubaj Widzów: 350 Sędzia: Rene De La Rosa |
|                         |                                                    |                    |                                                                                               |                                                           |

| 17 listopada 2009 18:00 | Bahrajn · Ebrahim Almughawi 35'08" | 1:8(0:4, 0:1, 1:3) | Brazylia · Buru 0'04" 2'12" 3'28" 28'28" · Bruno 9'45" · Daniel Souza 21'39" (k.) · Andre 30'33" · Daniel 35'05" | Jumeirah beach, Dubaj Widzów: 4000 Sędzia: Alexander Berezkin |
|                         |                                    |                    | |                                                               |

| 18 listopada 2009 15:00 | Nigeria · Chinedu Ezimorah 3'10" · Victor Tale 7'21" · Gabriel Agu 7'55" 20'48" · Bartholomew Ibenegbu 11'52" 20'23" · Azeez Abu 15'18" · Suleiman Usman 29'16" · Ogbonnaya Okemmiri 33'35" | 9:3(5:1, 2:1, 2:1) | Bahrajn · Rashed Salem 5'48" 34'36" · Husain Aldoseri 21'17" | Jumeirah beach, Dubaj Widzów: 3500 Sędzia: Zhiwei Geng |
|                         | |                    |                                                              |                                                        |

| 18 listopada 2009 18:00 | Brazylia · Benjamin 9'46" 30'58" (k.) · Andre 28'13" · Bruno 34'44" | 4:2(1:1, 0:0, 3:1) | Szwajcaria · Dejan Stankovic 0'41" 25'42" | Jumeirah beach, Dubaj Widzów: 6000 Sędzia: Faisal Sallam |
|                         |                                                                     |                    |                                           |                                                          |

## Faza pucharowa
|  |                 |                 |              |            |   |            |            |            |                   |                   |                   |       |       |
|  | Ćwierćfinały    | Ćwierćfinały    | Ćwierćfinały |            |   | Półfinały  | Półfinały  | Półfinały  |                   |                   | Finał             | Finał | Finał |
|  | Ćwierćfinały    | Ćwierćfinały    | Ćwierćfinały |            |   | Półfinały  | Półfinały  | Półfinały  |                   |                   | Finał             | Finał | Finał |
|  |                 |                 |              |            |   |            |            |            |                   |                   |                   |       |       |
|  |                 |                 |              |            |   |            |            |            |                   |                   |                   |       |       |
|  | Urugwaj (dogr.) | Urugwaj (dogr.) | 3            |            |   |            |            |            |                   |                   |                   |       |       |
|  | Urugwaj (dogr.) | Urugwaj (dogr.) | 3            |            |   |            |            |            |                   |                   |                   |       |       |
|  | Hiszpania       | Hiszpania       | 2            |            |   |            |            |            |                   |                   |                   |       |       |
|  | Hiszpania       | Hiszpania       | 2            |            |   | Urugwaj    | Urugwaj    | 4          |                   |                   |                   |       |       |
|  |                 |                 |              |            |   | Urugwaj    | Urugwaj    | 4          |                   |                   |                   |       |       |
|  |                 |                 | Szwajcaria   | Szwajcaria | 7 |            |            |            |                   |                   |                   |       |       |
|  | Rosja           | Rosja           | Szwajcaria   | Szwajcaria | 7 | 2          |            |            |                   |                   |                   |       |       |
|  | Rosja           | Rosja           |              |            |   |            |            |            |                   |                   |                   |       |       |
|  | Szwajcaria      | Szwajcaria      | 4            |            |   |            |            |            |                   |                   |                   |       |       |
|  | Szwajcaria      | Szwajcaria      | 4            |            |   | Brazylia   | Brazylia   | 10         |                   |                   |                   |       |       |
|  |                 |                 |              |            |   |            | Brazylia   | 10         |                   |                   |                   |       |       |
|  |                 |                 | Szwajcaria   | Szwajcaria | 5 |            |            |            |                   |                   |                   |       |       |
|  | Japonia         | Japonia         | Szwajcaria   | Szwajcaria | 5 | 1          |            |            |                   |                   |                   |       |       |
|  | Japonia         | Japonia         |              |            |   |            |            |            |                   |                   |                   |       |       |
|  | Portugalia      | Portugalia      | 2            |            |   |            |            |            |                   |                   |                   |       |       |
|  | Portugalia      | Portugalia      | 2            |            |   | Portugalia | Portugalia | 2          | Mecz o 3. miejsce | Mecz o 3. miejsce | Mecz o 3. miejsce |       |       |
|  |                 |                 |              |            |   | Portugalia | Portugalia | 2          | Mecz o 3. miejsce | Mecz o 3. miejsce | Mecz o 3. miejsce |       |       |
|  |                 |                 | Brazylia     | Brazylia   | 8 |            |            |            |                   |                   |                   |       |       |
|  | Brazylia        | Brazylia        | Brazylia     | Brazylia   | 8 | 6          |            |            |                   |                   |                   |       |       |
|  | Brazylia        | Brazylia        |              |            |   |            |            | Portugalia | Portugalia        | 14                |                   |       |       |
|  | Włochy          | Włochy          | 4            |            |   |            |            |            | Portugalia        | 14                |                   |       |       |
|  | Włochy          | Włochy          | 4            |            |   |            |            | Urugwaj    | Urugwaj           | 7                 |                   |       |       |
|  |                 |                 |              |            |   |            |            |            | Urugwaj           | 7                 |                   |       |       |

### Ćwierćfinały
| 20 listopada 2009 13:30 | Japonia · Tomoya Uehara 25'18" | 1:2(0:0, 0:1, 1:1) | Portugalia · Madjer 16'29" · Belchior 35'08" | Jumeirah beach, Dubaj Widzów: 5000 Sędzia: Javier Bentancor |
|                         |                                |                    |                                              |                                                             |

| 20 listopada 2009 15:00 | Rosja · Alexey Makarov 12'05" · Dmitry Shishin 22'43" | 2:4(0:1,2:2,0:1) | Szwajcaria · Dejan Stankovic 3'18" 12'37" 23'37" · Stephan Meier 32'29" | Jumeirah beach, Dubaj Widzów: 6000 Sędzia: Ivo De Moraes |
|                         |                                                       |                  |                                                                         |                                                          |

| 20 listopada 2009 16:30 | Brazylia · Sidney 5'45" · Andre 10'52" 16'27" 30'02" · Bruno 25'35" · Buru 35'10" | 6:4(2:0,1:1,3:3) | Włochy · Roberto Pasquali 16'28" 25'30"(k) 25'40" 30'03" | Jumeirah beach, Dubaj Widzów: 6000 Sędzia: Ruben Eiriz |
|                         |                                                                                   |                  |                                                          |                                                        |

| 20 listopada 2009 18:00 | Urugwaj · Martin 17'01" · Ricar 27'00"(k) 36'47" | 3:2 (dogr.)(0:0,1:0,1:2) | Hiszpania · Amarelle 27'03" · Cristian Torres 31'45" | Jumeirah beach, Dubaj Widzów: 6000 Sędzia: Tasuku Onodera |
|                         |                                                  |                          |                                                      |                                                           |

### Półfinały
| 21 listopada 2009 16:30 | Portugalia · Bilro 12'03" · Alan 33'16" | 2:8(0:4,1:2,1:2) | Brazylia · Sidney 5'16" · Benjamin 7'57" · Bruno 11'27" 11'46" · Daniel 18'33"(k) · Betinho 23'16" · Buru 25'54" · Daniel Souza 33'48" | Jumeirah beach, Dubaj Widzów: 6000 Sędzia: Tasuku Onodera |
|                         |                                         |                  | |                                                           |

| 21 listopada 2009 18:00 | Urugwaj · Martin 23'32" 30'51"(k) · Coco 26'05" · Matias 35'58" | 4:7(0:2,1:1,3:4) | Szwajcaria · Dejan Stankovic 2'55" 11'31" 25'04" 28'55" · Spacca 19'28" · Sthepan Leu 29'58" · Michael Rodrigues 35'33" | Jumeirah beach, Dubaj Widzów: 5000 Sędzia: Sergejus Slyva |
|                         |                                                                 |                  | |                                                           |

### Mecz o 3. miejsce
| 22 listopada 2009 16:30 | Portugalia · Torres 2'45" 4'42" 25'28" · Madjer 5'21" 12'08" 21'06" 23'55" 29'19" 35'15" 35'31" · Ze Maria 10'04" (k.) 20'38" · Miguel 15'46" (sam.) · Coimbra 19'43" | 14:7(4:1, 6:4, 4:2) | Urugwaj · Coco 5'35" · Pampero 12'05" · Matias 17'25" · Alan 21'43" (sam.) · Ricar 23'33" · Fabian 25'26" (k.) · Oli 31'13" | Jumeirah beach, Dubaj Widzów: 6000 Sędzia: Faisal Sallam |
|                         | |                     | |                                                          |

### Finał
| 22 listopada 2009 18:00 | Brazylia · Andre 5'56" 22'50" · Betinho 8'17" 23'10" · Buru 8'27" 14'42" · Daniel 11'59" · Benjamin 17'36" · Sidney 31'07"(k) · Bueno 35'59" | 10:5(4:1, 4:0, 2:4) | Szwajcaria · Mo Jaeggy 9'07" · Stephan Meier 30'27" · Michael Rodrigues 31'12" · Angelo Schirinzi 33'34" · Dejan Stankovic 35'36" | Jumeirah beach, Dubaj Widzów: 6000 Sędzia: Ruben Eiriz |
|                         | |                     | |                                                        |

## Najlepsi strzelcy
| Bramki | Strzelcy        | Drużyna                  |
| ------ | --------------- | ------------------------ |
| 16     | Dejan Stankovic | Szwajcaria               |
| 13     | Madjer          | Portugalia               |
| 8      | Ludovic Ehounou | Wybrzeże Kości Słoniowej |
| 8      | Bruno           | Brazylia                 |
| 8      | Andre           | Brazylia                 |
| 8      | Buru            | Brazylia                 |

## Nagrody indywidualne
| Złote Buty      | Złota Piłka     | Złota Rękawica | FIFA Fair Play |
| --------------- | --------------- | -------------- | -------------- |
| Dejan Stankovic | Dejan Stankovic | Mão            | Japonia Rosja  |